# Џоди Витакер
Џоди Окланд Витакер (енгл. Jodie Auckland Whittaker; Кензингтон, 17. јун 1982) је британска глумица. Витакерова је најпознатија по улози Тринаестог Доктора у научно-фантастичној серији Доктор Ху и Бет Латимер у криминалистичко-драмској серији Бродчерч.